# Трески
Трески (лат. Gadus) — род рыб из семейства тресковых (Gadidae). Традиционно в состав рода включали три вида, однако в последнее время в этот род включают также и минтая (Gadus (=Theragra) chalcogrammus).
Вид Gadus ogac (гренландская треска) часто не признаётся отдельным видом и включается в состав вида Gadus macrocephalus (тихоокеанская треска) в качестве подвида.

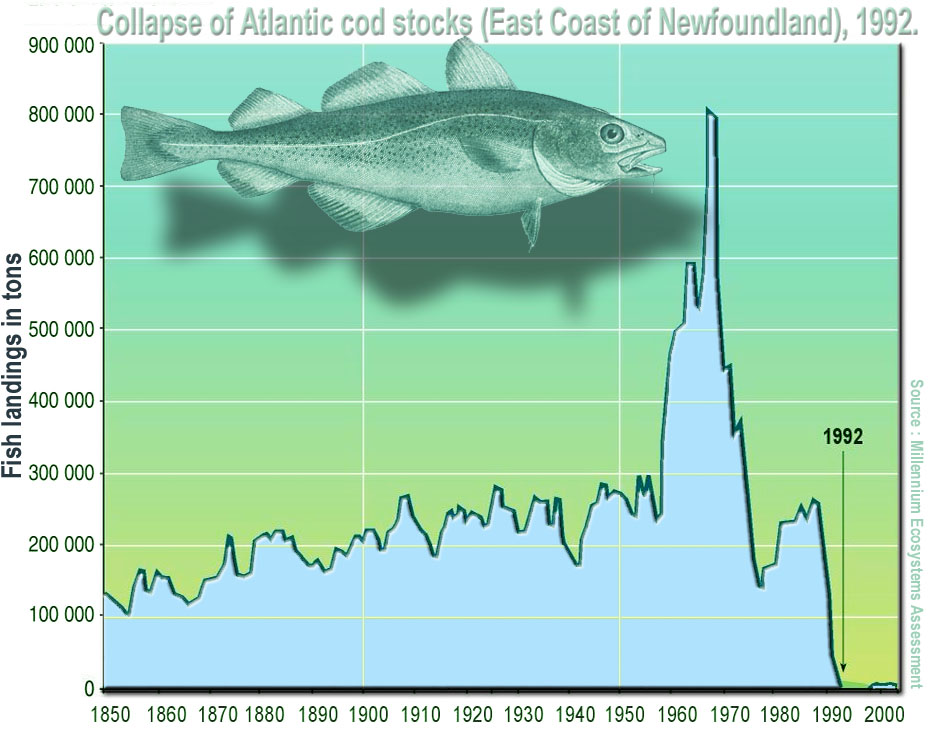
Тресковый кризис в Канаде

| Трески               | Трески                             | Трески             | Трески        | Трески           | Трески                  | Трески              | Трески   | Трески | Трески | Трески      |
| Русское название     | Научное название                   | Максимальная длина | Средняя длина | Максимальный вес | Продолжительность жизни | Трофический уровень | FishBase | FAO    | ITIS   | Статус МСОП |
| -------------------- | ---------------------------------- | ------------------ | ------------- | ---------------- | ----------------------- | ------------------- | -------- | ------ | ------ | ----------- |
| Атлантическая треска | Gadus morhua Linnaeus, 1758        | 200 см             | 100 см        | 96,0 кг          | 25 лет                  | 4,4                 | [ 3 ]    | [ 4 ]  | [ 5 ]  | Уязвимый    |
| Тихоокеанская треска | Gadus macrocephalus Tilesius, 1810 | 119 см             | см            | 22,7 кг          | 18 лет                  | 4,0                 | [ 7 ]    | [ 8 ]  | [ 9 ]  | Нет данных  |
| Гренландская треска  | Gadus ogac Richardson, 1836        | 77,0 см            | см            | кг               | 12 лет                  | 3,6                 | [ 10 ]   | [ 11 ] | [ 12 ] | Нет данных  |
| Минтай               | Gadus chalcogrammus Pallas, 1811   | 91,0 см            | см            | 3.85 кг          | 15 лет                  | 3,5                 | [ 13 ]   | [ 14 ] | [ 15 ] | Нет данных  |

## Тресковые войны
Треска — одна из важнейших промысловых рыб. Её печень, массивная (весом в 1,3—2,2 кг) и богатая жиром (до 74 %), является источником рыбьего жира и сырьём для производства популярных консервов.
2021 год «Арктическая тресковая война»: ЕС и Норвегия поссорились из-за промысла трески 